# Colobothea securifera
Colobothea securifera là một loài bọ cánh cứng trong họ Cerambycidae.